# Le Rôle d'un œuf
 (août 2025).
Pour plus de détails, voir Fiche technique et Distribution.
Le Rôle d'un œuf est un film muet français réalisé par Jean Durand, sorti en 1911.

## Fiche technique
- Réalisation et scénario : Jean Durand
- Société de production : Société des Établissements L. Gaumont
- Pays de production :  France
- Langue : film muet avec les intertitres en français
- Format : Noir et blanc — 35 mm — 1,33:1 — Muet
- Métrage : 126 m
- Dates de sortie : 
  - France : 1911

## Distribution
- Ernest Bourbon
- Gaston Modot